# 沙瓦尼亚克-拉法耶特
沙瓦尼亚克-拉法耶特（法語：Chavaniac-Lafayette，法語發音：[ʃavanjak lafajɛt]）是法国上卢瓦尔省的一个市镇，属于布里尤德区。法国将军拉法耶特侯爵出生于此，后者亦参加过美国革命，被称为“两个世界的英雄”。

## 地理
沙瓦尼亚克-拉法耶特（45°9'31"N, 3°34'50"E）面积8.41 平方千米，位于法国奥弗涅-罗讷-阿尔卑斯大区上盧瓦爾省，该省份为法国中南部省份，北起多姆山省和卢瓦尔省，西接康塔爾省，南至洛泽尔省，东临阿尔代什省。
与沙瓦尼亚克-拉法耶特接壤的市镇（或旧市镇、城区）包括：雅镇、马兹拉欧鲁兹、圣欧仁妮-德维勒讷沃、圣乔治多拉克。
沙瓦尼亚克-拉法耶特的时区为UTC+01:00、UTC+02:00（夏令时）。

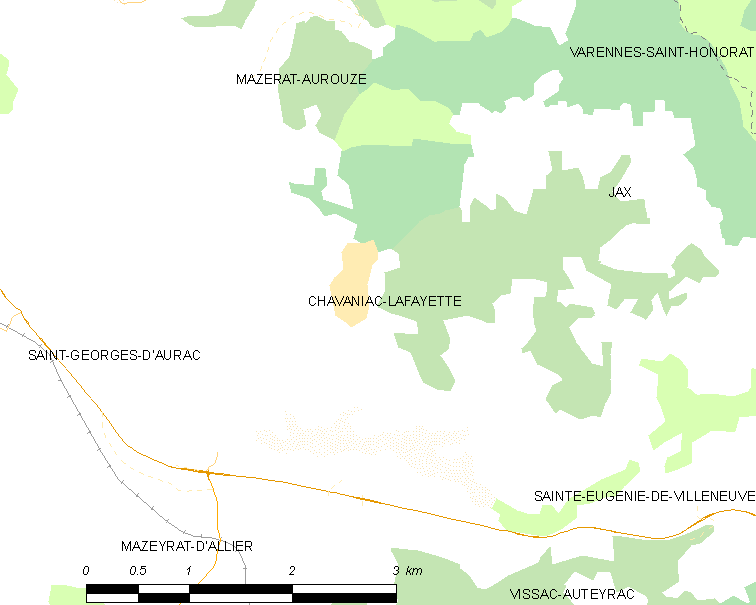
沙瓦尼亚克-拉法耶特的OSM定位图

## 行政
沙瓦尼亚克-拉法耶特的邮政编码为43230，INSEE市镇编码为43067。

## 政治
沙瓦尼亚克-拉法耶特所属的省级选区为拉法耶特地区县。

## 人口

1962-2008年间沙瓦尼亚克-拉法耶特人口变化图示

沙瓦尼亚克-拉法耶特于2022年1月1日时的人口数量为270人。